# Cajari
Cajari é um município brasileiro do estado do Maranhão; fica a 200 km de São Luis, capital do estado. Sua população estimada em 2019 foi de 19.379 habitantes e uma área territorial de 662,066 km².

## História
Em 1851, o local onde hoje se acha o atual município de Cajari, era um simples porto da tradicional Fazenda Cadoz, de propriedade do Cel. Jerônimo Viveiros (membro da tradicional família Viveiros). Nessa época existiam, apenas, os armazéns onde eram depositados o açúcar, de produção da fazenda em referência, assim como gêneros de produção do Estado, procedentes de diversos pontos do interior do município de Penalva, ao qual era pertencentes esta partícula do território maranhense. Neste então porto de embarque encoravam os barcos à vela e também alguns vapores de navegação fluvial-marítima, como por exemplo os da Cia. Lóide Maranhense e Fluvial e outras que aqui aportavam para receberam ditos carregamentos e lenha, combustível essencial para a navegação – daquela época.
Em 1877, foi o arraial Barro Vermelho se desenvolvendo satisfatoriamente, crescendo o número de habitação e construída uma capela sob a invocação de “São Benedito”.
O surto do aumento populacional tomou maior incremento após a lei de 13 de maio, porto que, toda aquela escravatura liberta rumou para esta localidade e aqui edificou sua moradias, firmando suas atividades quotidianas. Surgiram, então, algumas casas comerciais, oficinas rústicas, escolas particulares e posteriormente, públicas.
Estabeleceram-se neste local, as famílias Serejo e Muniz, organizando festividades religiosas periódicas, às quais ocorriam famílias de Viana, Penalva, etc.
Esta localidade deve o seu surto de progresso, sob todos os pontos de vista, aos veneráveis cidadãos Gel. Quíncio José Muniz, abastado criador e José Napoleão Serejo, abnegado professor, que bastante desenvolveu a educação na localidade.
☀ Formação Administrativa ☀  
Elevado à categoria de município e distrito com a denominação de Cajari, pela lei estadual nº 179, de 13-11-1948, desmembrado dos município de Penalva, Pindaré-Mirim e Vitória do Mearim. Sede no atual distrito de Cajari, ex-povoado de Barro Vermelho. Constituído do distrito sede. Instalado em 05-02-1949.
Pela lei estadual nº 179, 13-12-1948, é criado o distrito de Boa Vista do Pindaré (ex-povoado) e anexado ao município de Cajari.
Em divisão territorial datada de 1-VII-1950, o município é constituído de 2 distritos: Cajari e Boa Vista do Pindaré. Assim permanecendo em divisão territorial datada de 1-VII-1955.
Pela lei municipal nº 22, de 17-12-1956, foram criados os distritos de Cachoeira, Cambucá e Cinza e anexados ao município de Cajari.
Em divisão territorial datada de 1-VII-1960, o município é constituído de 5 distritos: Cajari, Boa Vista do Pindaré, Cachoeira, Cambucá e Cinza.
Pela resolução do Senado Federal nº 112, de 30-11-1965, foram extintos os distritos de Cachoeira, Cambucá e Cinza.
Em divisão territorial datada de 1-I-1979, o município é constituído de 2 distritos: Cajari e Boa Vista do Pindaré. Assim permanecendo em divisão territorial datada de 2007.

## Geografia
Sua população estimada em 2004 era de 12.064 habitantes. É cortada pelo rio Maracu, principal porta para o turismo local, e que liga o lago de Viana ao rio Pindaré.
A área do município de Cajari é de 662,066 quilômetros quadrados, o que o coloca na posição 144 dentre as 217 cidades do estado do Maranhão.
Demografia
De acordo com o Censo Demográfico de 2022, a população de Cajari era de 16.412 habitantes e a densidade demográfica era de 24,79 habitantes por quilômetro quadrado. Comparando-se com outros municípios do estado do Maranhão, ficava nas posições 119 e 72 de 217. Já a população estimada para o ano de 2024 era de 16.711 pessoas.
Educação
Em 2010, a taxa de escolarização de 6 a 14 anos de idade no município de Cajari era de 96,4%. Comparando-se com outros municípios do estado do Maranhão, ficava na posição 128 de 217. Já o Índice de Desenvolvimento da Educação Básica (IDEB), no ano de 2023, para os anos iniciais do ensino fundamental na rede pública era 4,3 e para os anos finais, 3,5.
| Taxa de escolarização de 6 a 14 anos de idade [2010]             | 96,4 %           |
| IDEB – Anos iniciais do ensino fundamental (Rede pública) [2023] | 4,3              |
| IDEB – Anos finais do ensino fundamental (Rede pública) [2023]   | 3,5              |
| Matrículas no ensino fundamental [2023]                          | 3.019 matrículas |
| Matrículas no ensino médio [2023]                                | 614 matrículas   |
| Docentes no ensino fundamental [2023]                            | 289 docentes     |
| Docentes no ensino médio [2023]                                  | 37 docentes      |
| Número de estabelecimentos de ensino fundamental [2023]          | 54 escolas       |
| Número de estabelecimentos de ensino médio [2023]                | 2 escolas        |

Fonte: IBGE
Economia
Em 2021, o PIB per capita de Cajari era de R$ 6.562,71. Comparando-se com outros municípios do estado do Maranhão, ficava na posição 199 de 217. Já o percentual de receitas externas em 2023 era de 92,11%, o que o colocava na posição 134 dentre as 217 cidades do Estado.
| PIB per capita [2021]                                                                           | 6.562,71 R$      |
| Índice de Desenvolvimento Humano Municipal (IDHM) [2010]                                        | 0,523            |
| Total de receitas brutas realizadas [2023]                                                      | 83.426.575,65 R$ |
| Transferências correntes (Percentual em relação às receitas correntes brutas realizadas) [2023] | 92,11 %          |
| Total de despesas brutas empenhadas [2023]                                                      | 74.354.272,64 R$ |

Fonte: IBGE
| Salário médio mensal dos trabalhadores formais [2022]                                             | 1,8 salários mínimos |
| Pessoal ocupado [2022]                                                                            | 671 pessoas          |
| População ocupada [2022]                                                                          | 4,09 %               |
| Percentual da população com rendimento nominal mensal per capita de até 1/2 salário mínimo [2010] | 59 %                 |

Fonte: IBGE